# Société Desandrouin-Taffin
Pour les articles homonymes, voir Desandrouin et Taffin.
 (août 2023).
La Société Desandrouin-Taffin est la deuxième compagnie minière établie dans l'actuel bassin minier du Nord-Pas-de-Calais hors Boulonnais. Fondée le 1er septembre 1721 à la suite de l'abandon de la Société Desaubois, elle poursuit ses travaux, essentiellement à Fresnes-sur-Escaut. Les personnages clés de cette société sont Jean-Jacques Desandrouin, Pierre Desandrouin-Desnoëlles, Pierre Taffin et Jacques Mathieu. Pendant plus d'une trentaine d'années, la Société Desandrouin-Taffin ouvre un très grand nombre de fosses. Elle disparaît le 19 novembre 1757, lorsque toutes les sociétés rivales s'associent dans le but de former une seule et unique entreprise aux intérêts communs : la Compagnie des mines d'Anzin.

## Historique

### Fondation
Jean-Jacques Desandrouin cependant est doué d'un courage qui semble croître avec les obstacles, Il suffit de savoir que le territoire renferme de la houille pour qu'il ne désespère pas de pouvoir l'extraire, quels que soient la profondeur à laquelle il faut aller la chercher, la difficulté des travaux pour y parvenir et les moyens de les garantir de l'impétuosité des eaux. Il trouve dans Pierre Taffin les mêmes dispositions. Leur confiance se communique à quelques capitalistes qui s'adjoignent, et une nouvelle société est créée le 1er septembre 1721. « Pour implorer la bénédiction du seigneur sur ladite entreprise, dit le contrat, il sera distribué aux pauvres la somme de vingt florins, et il sera fait célébrer, pour pareille somme de vingt florins, des messes en l'honneur de Dieu ».

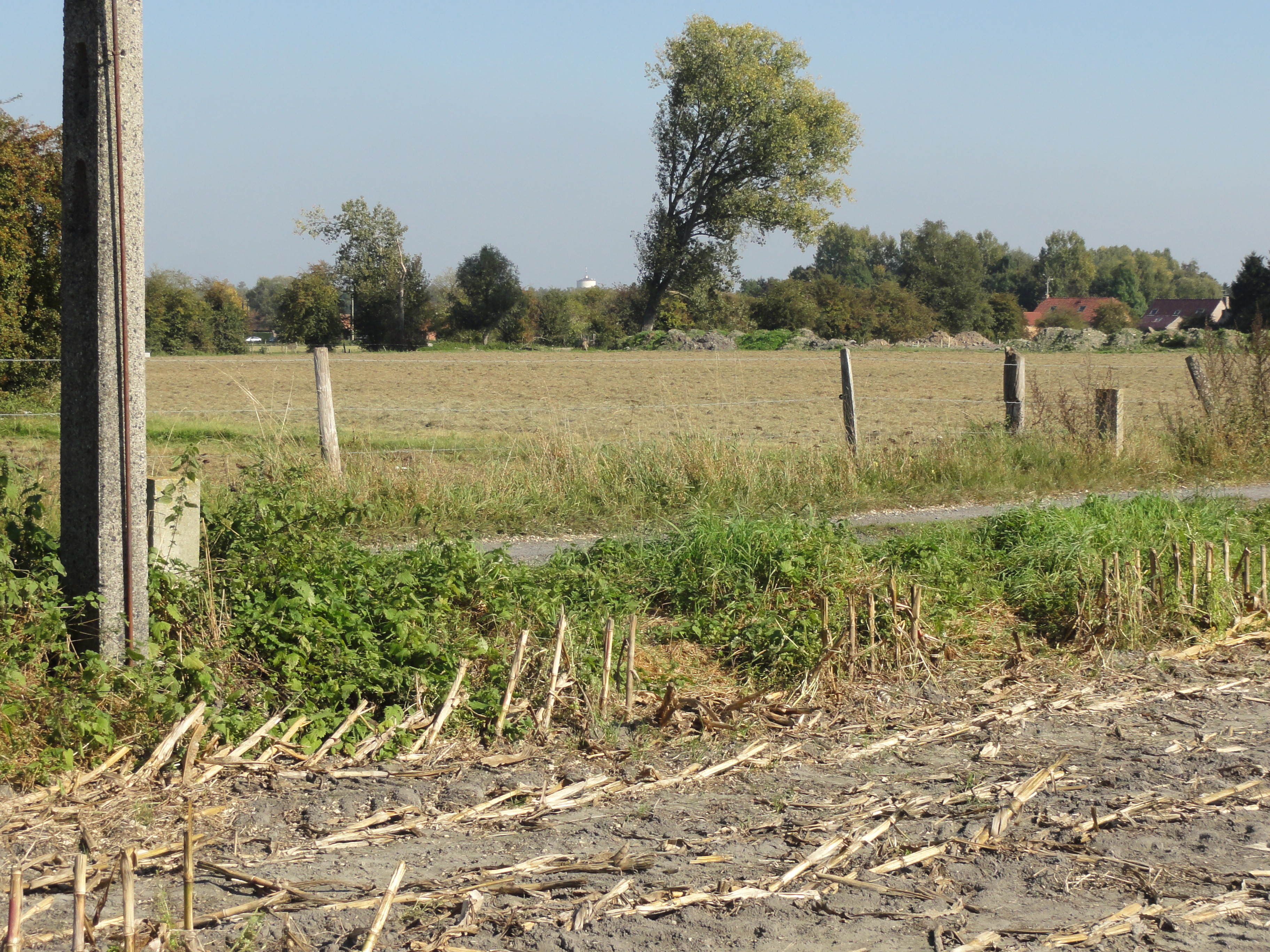
Les bornes indiquant que les puits Peau de Loup sont situés à 200 mètres.

Desaubois n'a pas pu être retenu, d'autres intéressés se sont également retirés. Mais Pierre Desandrouin-Desnoëlles s'est rendu acquéreur du matériel. La vente publique, annoncée pour le 21 juillet, n'avait pas eu de résultat. Pierre a offert 2 000 florins pour ce matériel, évalué à 2 263 florins et cinq patars. Il lui est laissé, le 25 pour 2 100 florins, soit 3 150 livres. Il obtient alors un arrêt du conseil du 22 février 1722, qui le subroge aux droits des premiers concessionnaires, et fait défense à Desaubois et autres de le troubler.
Dans cette troisième association, se trouvent encore Jacques Richard, receveur des fermes à Condé-sur-l'Escaut, et Jacques Mathieu, directeur de l'établissement. Ils ont été les seuls des anciens associés qui se réunissent à Jean-Jacques Desandrouin et Pierre Taffin. Trois intéressés seulement paraissent au contrat. Le fonds social est divisé en vingt parts ou sols : onze à Pierre Desandrouin-Desnoëlles, huit à Pierre Taffin, et une à Jacques Richard.

### Travaux

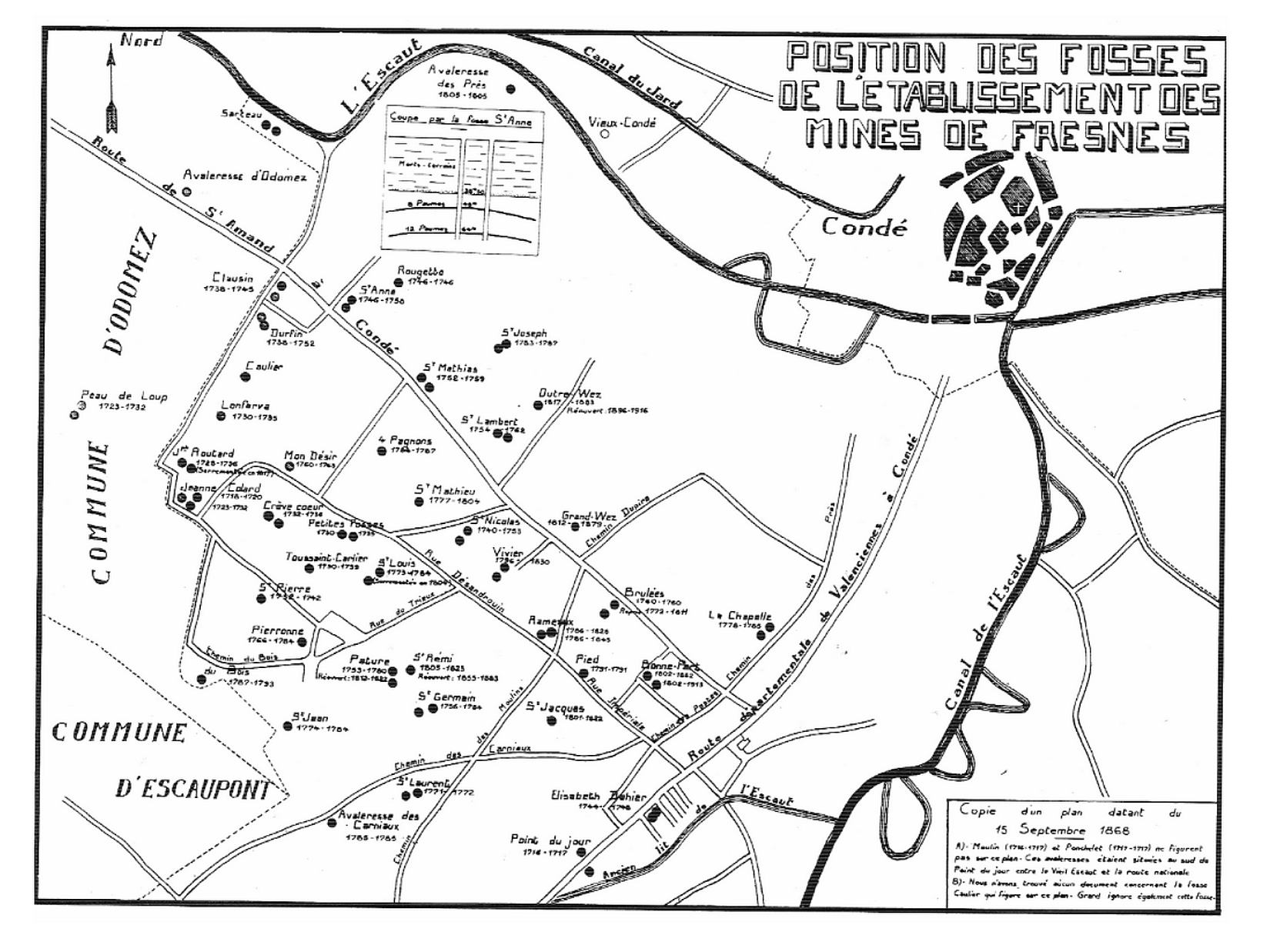
Les puits ouverts à Fresnes-sur-Escaut et dans les environs.

La société réorganisée, on fait de nouveaux fonds et les préparatifs les plus vigoureux. Les travaux recommencent, toujours sous la direction de Jacques Mathieu. Deux nouvelles fosses, qui ont pris le nom de Peau de Loup, sont ouvertes près de la pâture Colard, au sud des deux fosses submergées, et au nord-ouest du trieu de Fresnes. Elles sont conduites si heureusement « qu'en août 1723 on fait la découverte d'une belle veine de charbon, propre à la cuisson des briques et de la chaux ». L'année 1724 est employée à prendre les précautions nécessaires pour la perfection et la sûreté des travaux. C'est à partir de cette époque seulement que les mines de Fresnes ont été soumises à une exploitation active, car si en 1720 on trouve de la houille, si l'on en a vendu pour 2 000 livres, toute exploitation cesse aussitôt après jusqu'en 1724, mais dès lors, elle est continuée.
Les puits Peau de Loup servent jusqu'en 1732, époque à laquelle l'apparition d'une source force à les combler. En 1726, on fait deux avaleresses. Pierre Mathieu a eu la jambe cassée en démontant la machine. On fait deux puits en 1728, une avaleresse en 1729 ou 1730, quatre puits en 1730, deux puits en 1732, et une avaleresse 1732 ou 1733.
C'est sur les deux puits ouverts en 1730, appelés Petites Fosses, qui se trouvent près de l'ancienne maison de régie habitée par M. Renard, que l'on place la première machine à vapeur connue en France. Commencée en 1731, elle est achevée en 1732 et a coûté 60 000 florins.
En tout, de 1724 à 1735, il y a eu à Fresnes onze puits utiles : sept ont servi à l'extraction de la houille et quatre à tirer de l'eau et à donner de l'air, dont un avec machine à vapeur. Dans les commencements de l'exploitation, un peu après 1724, il y avait plus de cent hommes et trois cents chevaux employés aux travaux.

### Débouchés
Jean-Jacques Desandrouin fait remarquer que le charbon que l'on a tiré de ces mines a été reçu dans le commerce avec cette démonstration de joie dont le peuple est susceptible quand on flatte ses intérêts. En le donnant à meilleur compte que l'étranger, on en trouve le débit. Mais comme il ne convient qu'à la cuisson des briques et de la chaux, cette découverte aurait pu devenir avantageuse à la compagnie sans être d'aucune utilité à l'État et au peuple, parce que, si d'un côté les entrepreneurs de Mons en vendaient moins, ils se vengeraient par l'augmentation du charbon qu'on était indispensablement obligé de prendre chez eux ; de sorte que, malgré la consommation du charbon de Fresnes, l'étranger, sans livrer la même quantité de marchandises, pouvait toujours nous assujettir à lui porter les mêmes sommes qu'il retirait avant la découverte de la houille.

### Disparition

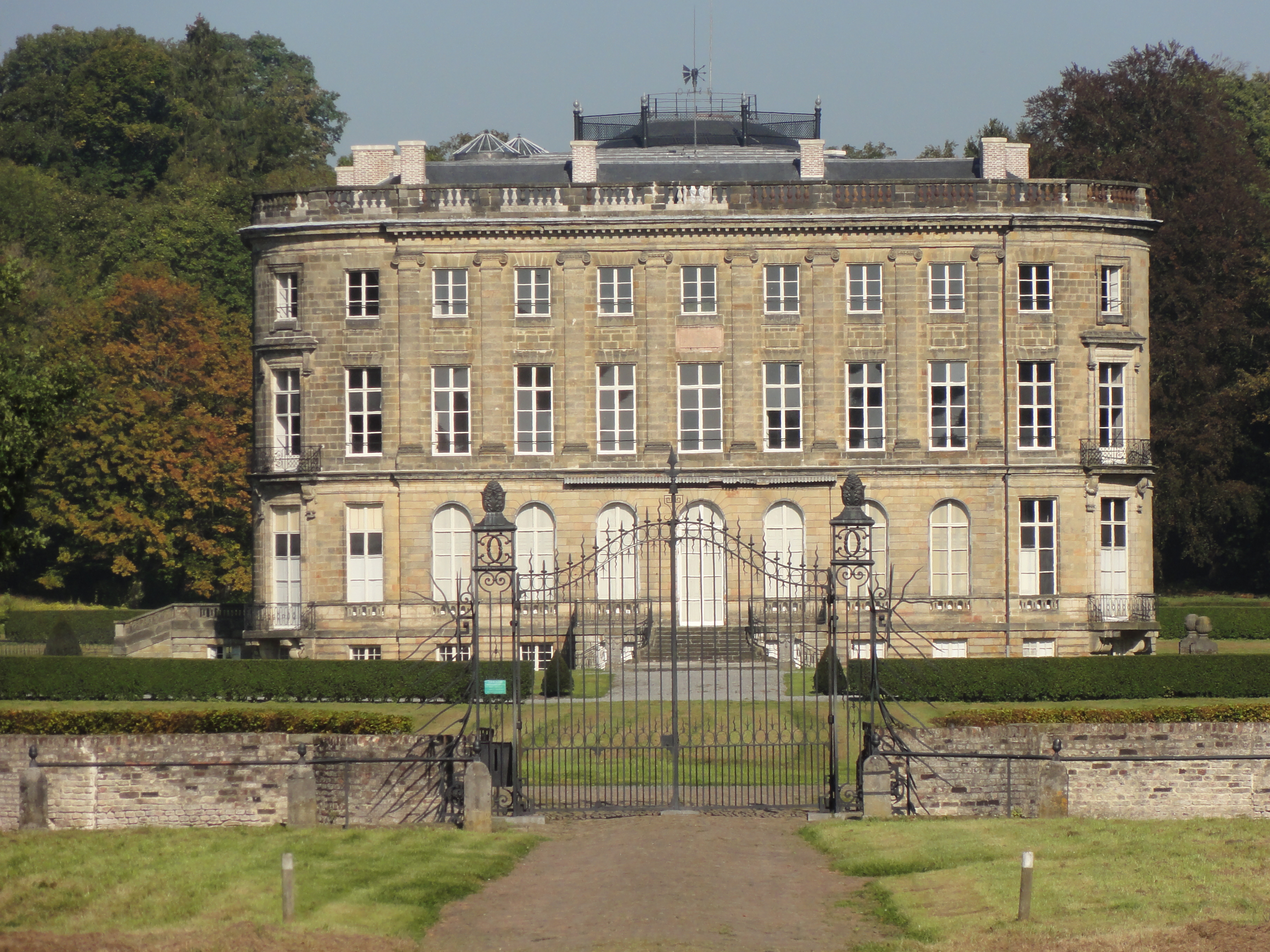
Le château de l'Hermitage, à Condé-sur-l'Escaut, où a été signé le contrat.

La Société Desandrouin-Taffin disparaît le 19 novembre 1757, à la suite de la fondation de la Compagnie des mines d'Anzin, qui réunit en une seule société toutes les compagnies rivales. Trois établissements distincts subdivisent la nouvelle entreprise : Fresnes, sur 2 073 hectares ; Vieux-Condé, sur 3 996 hectares ; Anzin, sur 11 852 hectares. Ce dernier établissement est subdivisé en trois cantons : Anzin, En Bas et Saint-Waast.